# Centro multimedia

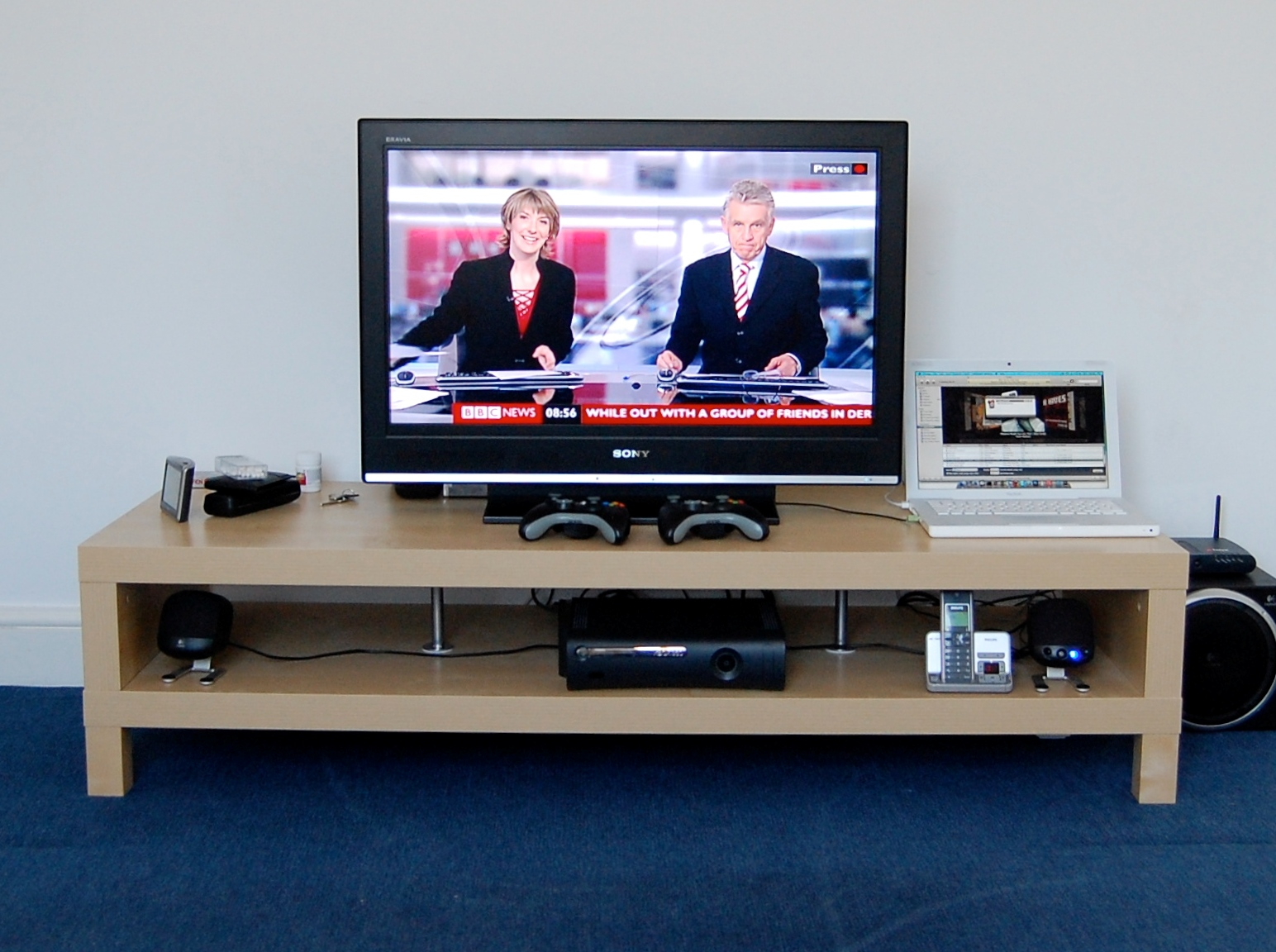
Centro multimedia conectado a varios dispositivos.

Un centro multimedia es una computadora adaptada para reproducir música, visualizar películas e imágenes almacenadas en un disco duro local o sobre una red de computadoras LAN (en algunos casos), visualizar películas DVD, y a menudo visualizar y grabar emisiones de televisión. Algún software es capaz de hacer otras tareas, tales como encontrar noticias (RSS) desde internet. 
Los centros multimedia son dispositivos digitales capaces de reproducir música y películas o videos en formato digital o DVD. La característica más importante de los centros multimedia es la capacidad de reproducir cualquier tipo de contenido multimedia e integrar contenido en línea. Los centros multimedia se controlan a través de un mando de control remoto y están conectados a una pantalla o televisión para la reproducción de video. Algunos de estos centros multimedia pueden ser usados como ordenador de uso personal.
Los centros multimedia con propósitos educativos pueden ser montados dentro de un salón para impartir clases presenciales o remotas al conectarse cámaras de vídeo, un dispositivo proyector de video o pantalla de televisión inteligente y sistemas de sonido estereofónico a las entradas de un ordenador personal, desde donde se edita, graba o transmite a los estudiantes presentes o remotos los contenidos de clase como parte de las metodologías asociadas con el aprendizaje semipresencial. Los actuales centros multimedia, preconfigurados como videoconsola de juegos o televisión, favorecen el e-learning al estar diseñados para compartir el docente sus recursos multimedia  con ordenadores o proyectores por cable o conectándose a dispositivos móviles como la tablet o el teléfono inteligente de cada estudiante a través de redes sociales o aplicaciones que sincronizan esos dispositivos al ser de la misma marca o contar con sistema operativo compatible.
La característica principal para que funcione un centro multimedia es que reproduzca sin problema cualquier tipo de contenido multimedia  y pueda integrar servicios web y de transmisión a tiempo real, tal como demanda la sociedad de la información.
El centro multimedia facilita al docente enviar información a los estudiantes al ser más receptivos hacia recursos educativos abiertos como infografías, vídeo-exposiciones, recorridos virtuales, etc., que por materiales convencionales (fotos, textos, diapositivas).El aprendizaje que se obtiene es innovador al acceder docentes y aprendices a vídeos e imágenes desde una videoconsola multiusos, así como el centro multimedia en el aula permite buscar información en tiempo real al conectarse a internet desde sus dispositivos móviles mientras son revisadas instrucciones o explicaciones multimedia.
El uso de los centros multimedia tiene un gran impacto en el ámbito educativo, tanto a distancia como presencial. Durante los primeros años de la segunda década del siglo XXI, se ha hecho un gran uso de los centros multimedia debido a la situación educativa a la que los centros educativos se tuvieron que adaptar, al igual que los docentes y estudiantes. El uso de los centros multimedia en instituciones educativas formales o no formales es opcional y trata de mejorar y actualizar los modelos de enseñanza y aprendizaje previamente usados en la educación.
Los centros multimedia son a menudo manejados con mandos de control remoto, conectados a un conjunto de televisión para salida de vídeo, y pueden a menudo funcionar como un ordenador personal. Un centro multimedia puede estar construido a propósito, o creado por individuos añadiendo software de centro multimedia a un PC o a algún otro ordenador, por ejemplo a una consola.

## Ventajas y desventajas de los centros multimedia
Ventajas:
1. Asociación visual: reconocimiento de recursos por medio de iconos.
2. Presentación atractiva: herramienta multisensorial.
3. Interactividad: uso de recursos correctamente, procesamiento y manejo de información.
4. Desarrollo de habilidades: comprensión, escucha activa, atención, actitud crítica y respeto.
5. Seguridad y flexibilidad: los formatos multimedia pueden ser editables y personalizados.
6. Integración: acceso a diferentes archivos en una presentación.
7. Almacenaje: gran capacidad para la grabación de archivos digitales y reproducirlos.
8. Incluye múltiples formatos multimedia para acceder a la información, lo que beneficia su aplicación a diferentes métodos o estilos de enseñanza-aprendizaje.
9. Permite el acceso a un gran número de personas de manera síncrona.
10. Software de fácil actualización.[8]

Desventajas:
1. Compatibilidad: en ocasiones existen fallos técnicos, errores en el servidor o hay que realizar cambios entre formatos.
2. Dependencia: los archivos y la información dependen del sostenimiento de la red informática.
3. Actualización: implica la renovación frecuente.
4. Autocontrol: exceso de tiempo dedicado.

## Componentes
Un centro multimedia ha de estar formado mínimamente por los siguientes componentes:
1. Placa base o placa MicroATX, que integra las tarjetas de sonido, vídeo y red integradas.
2. Memoria RAM, necesario para almacenar en nuestro dispositivo todo tipo de archivos.
3. Disco duro, cuya dimensión variará en función del uso que vayamos a hacer del centro multimedia.
4. Unidades de disco óptico, si se van a reproducir archivos cuyo soporte son DVD, CD o Blu-ray.
5. Sintonizadora de televisión, que pueden ser internas o externas, las cuales precisarán de conexión USB.
6. Caja o fuente de alimentación.
7. Conexión wifi o cable Ethernet.
8. Mando a distancia o control remoto para manejar el dispositivo.

Los centros o sistemas multimedia han de estar integrados por una serie de aplicaciones o gestores de contenido multimedia entre los que destacan Kodi, Plex o Sonarr.

## Funcionalidades
Los centros multimedia típicos ofrecen las siguientes ventajas al usuario:
1. Habilidad para recibir archivos digitales multimedia (vía direct video signal, red de ordenadores o, mediante USB)
2. Habilidad para almacenar multimedia digital (normalmente en el disco duro de un ordenador)
3. Habilidad para reproducir multimedia digital a través de una televisión estándar o equipamiento hi-fi
4. Simplicidad (comparado con un ordenador equipado para acometer transferencias, almacenamiento y reproducción TV/Hi-Fi)
5. Ahorro en Costes (comparado con un ordenador equipado para acometer transferencias, almacenamiento y reproducción TV/Hi-Fi)
6. Portabilidad (comparado con un ordenador equipado para acometer transferencias, almacenamiento y reproducción TV/Hi-Fi)

## Tipología
Normalmente los centros multimedia están construidos usando componentes similares a los ordenadores personales y a menudo son más pequeños. A veces disponen de un hardware que no es comúnmente visto en ordenadores personales, tales como mandos de control remoto o tarjetas sintonizadoras de televisión, pero que aportan más funcionalidades al dispositivo.
Entre los mejores centros multimedia disponibles en el mercado electrónico se destacan: Chromecast, Roku, Apple TV y WD TV Live.
Las compañías de telefonía más relevantes proporcionan previo-pago el servicio de televisión a la carta a través de la conexión a la red. Algunos ejemplos de estas son Movistar+, Vodafone TV, Orange TV. Cada vez con más frecuencia  están surgiendo plataformas de vídeo como son Netflix, HBO, Amazon Prime Video. También existen múltiples ejemplos relativos a la música: Amazon Music, Spotify o Apple Music, por destacar algunas.

## Utilidades
Los centro multimedia han ido evolucionando a lo largo de los años, añadiendo nuevas funcionalidades que permiten ampliar el abanico de utilidades en los que se puede emplear. Entre ellas destacan:
1. Es capaz de unificar todos los elementos de entretenimiento (música, televisión, reproductor de películas, videojuegos, libros y álbumes de fotografías) en un único sistema que permite visualizar y reproducir cualquier formato de ficheros multimedia más común, así como integrar servicios web y de transmisión (streaming) a tiempo real.
2. Filtra ficheros de un directorio según la funcionalidad y soporte de los mismos y permite explorar los archivos multimedia mediante thumbnails (imágenes en miniatura), así como acceder a un completo menú de ajustes desde el cual se pueden controlar todos los aspectos del programa de gestión de contenido multimedia.[15]
3. Muestra archivos multimedia locales, archivos remotos de otros centros multimedia o de discos ópticos o memorias flash, además de almacenar y disfrutar de archivos locales en dispositivos externos o sistemas remotos, como pendrives y tarjetas de memoria, además de poder personalizarlo añadiendo nuevas funciones gracias al uso de plugins.
4. Desde el punto de vista de la educación en línea, facilita al docente enviar información a los estudiantes al ser más receptivos hacia recursos educativos abiertos como infografías, vídeo-exposiciones, recorridos virtuales, etc., que por materiales convencionales (fotos, textos, diapositivas).[16]
5. Se trata de un medio desde el cual los docentes pueden colaborar y acceder a la tecnología de instrucción y, a menudo, sirve como un espacio público para las reuniones de la facultad, la junta y la asociación de familias.
6. Se emplea como repositorio de documentos de bibliotecas virtuales para la investigación de trabajos académicos de escuelas y universidades, las cuales van ampliando los recursos de los centros educativos.

## Repercusión
Los centros multimedia no han tenido aún una amplia popularidad en Latinoamérica, pero empiezan a despegar en el Reino Unido y en los Estados Unidos con fuerza.
Existen varias aplicaciones comunes para las cuales los centros multimedia están empezando a ganar popularidad, ya que cualquier aplicación que requiera la reproducción de archivos digitales multimedia basados en ficheros se ve beneficiada. Cuando no se requieren las características completas y la flexibilidad de un ordenador personal; se obtienen beneficios en tamaño, complejidad y coste si se comparan los centros multimedia con los PC. Estas aplicaciones incluyen:
- Sistemas de Firma Digital
- Sistemas de Entretenimiento Automotriz (p.e. limousinas, estéreos de coches)
- Sistemas de Video y Entretenimiento bajo demanda para la habitación
- Sistema de Video para fines Educativos

## El uso inadecuado de los centros multimedia
El uso inadecuado de los centros multimedia puede deberse a factores externos, tales como:
- En las regiones con escasez de recursos, a pesar de que algunas instituciones han comenzado a facilitar centros multimedia y herramientas TIC, la brecha digital continúa siendo acentuada, desembocando en un mal uso de estos sistemas.
- Algunos centros multimedia están desactualizados porque las herramientas tecnológicas que los componen están obsoletas o los sistemas operativos de los que disponen no son compatibles.
- La escasa información o formación sobre el uso de los centros multimedia en las instituciones educativas es otro de los factores que contribuyen al uso incorrecto.